# Simlipal-Nationalpark
Der Similipal-Nationalpark (Oriya ଶିମିଳିପାଳ ଜାତୀୟ ଉଦ୍ୟାନ) ist der siebtgrößte Nationalpark in Indien, ein Biosphärenreservat und ein Tigerreservat im Bezirk Mayurbhanj im indischen Bundesstaat Odisha mit einer Fläche von 2.750 km². Es ist Teil des Mayurbhanj Elephant Reserve, das drei Schutzgebiete umfasst – das Similipal-Tigerreservat (Tiger Reserve), das Hadgarh-Naturschutzgebiet (Wildlife Reserve) mit 191,06 km² und Kuldiha-Naturschutzgebiet (Wildlife Reserve) mit 272,75 km². Der Simlipal-Nationalpark leitet seinen Namen von der Fülle der in der Region wachsenden roten Seidenbaumwollbäume ab.
In diesem Park leben Königstiger, Asiatische Elefanten, Gaur, und Vierhornantilopen. Zusätzlich bietet er berühmte Wasserfälle wie Joranda oder Barehipani Falls.

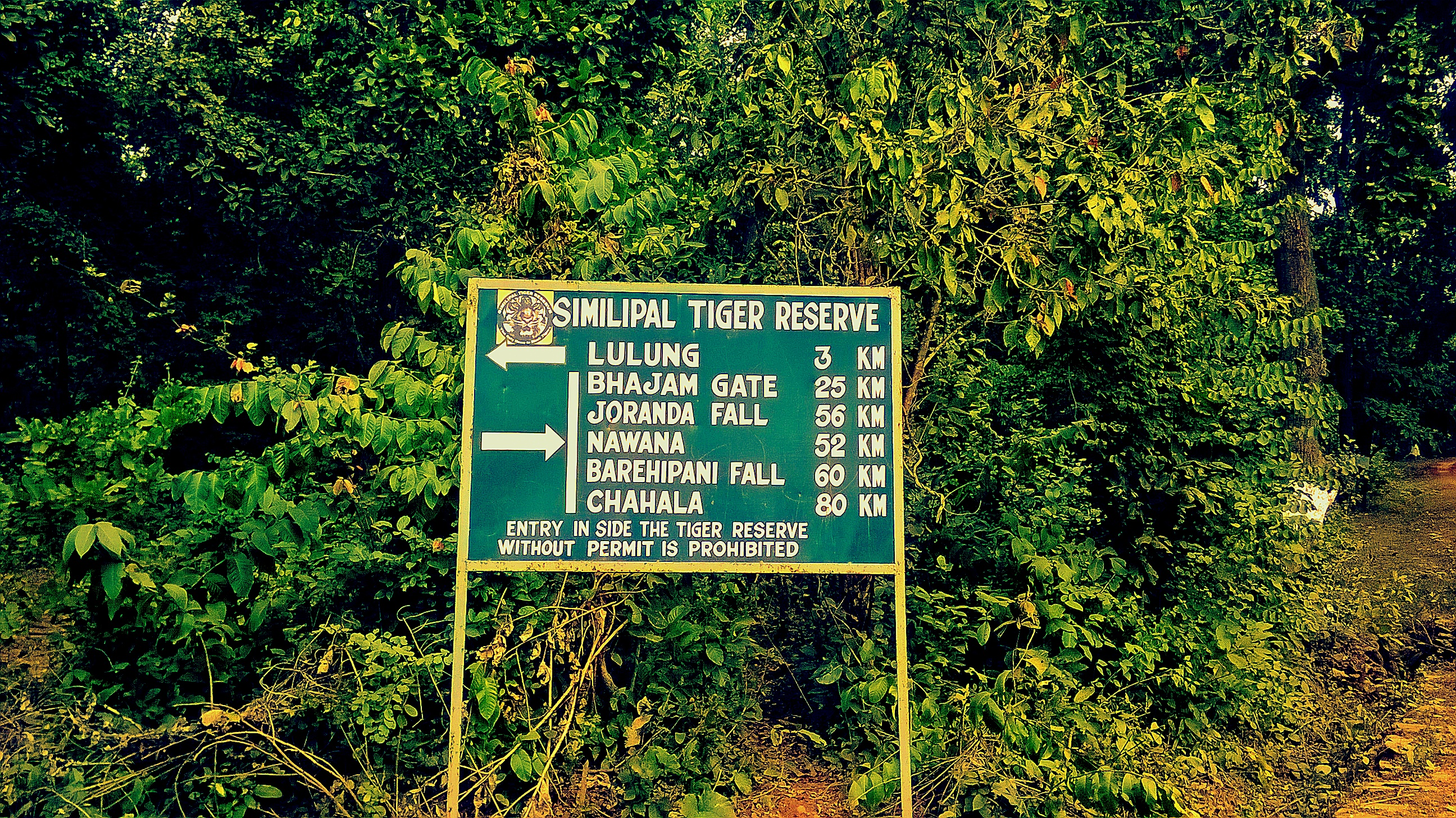
Hinweistafel im Park

Dieses Schutzgebiet ist seit 2009 Teil der UNESCO-Biosphärenreservate.

## Beschreibung
Das Biosphärenreservat erstreckt sich über eine Fläche von 2750 km². Aufgrund des hohen Jahresniederschlags und unterschiedlicher Böden, von trockenen Laub- bis zu feuchten immergrünen Wäldern, ist es für viele Arten von Flora und Fauna geeignet. Auf diesem Plateau befinden sich etwa 1076 Säugetierarten, 29 Reptilienarten und 231 Vogelarten. Die mittlere Höhe von Similipal beträgt 900 Meter. Zahlreiche Champakblumen, Tamarisken und Orchideen wachsen hier. Mehrere Flüsse wie Budhabalanga, Khairi, Salandi, Palpala usw. stammen aus den Hügeln und schlängeln sich durch den Wald. Viele von ihnen haben kaskadierende Stromschnellen und schäumende Stürze, bevor sie in die Ebene aufbrechen.

## Geschichte
Der Simlipal-Nationalpark welcher früher Simlipal Elefantenreservat hieß, entstand hauptsächlich als Jagdrevier für die Könige. Es wurde 1956 offiziell als Tigerreservat ausgewiesen und im Mai 1973 im Rahmen des Projekts Project Tiger. Das „Mugger Crocodile Scheme“ wurde 1979 in Ramatirtha, Jashipur, gestartet.
Die Regierung von Odisha erklärte Simlipal 1979 zum Naturschutzgebiet mit einem Bereich von 2200 km². Im Jahr 1980 schlug die Landesregierung die Umwandlung in einen Nationalpark vor. 1986 wurde die Fläche des Nationalparks auf 845,70 km² erweitert. Die indische Regierung erklärte Simlipal 1994 zum Biosphärenreservat. Die UNESCO hat diesen Nationalpark im Mai 2009 in ihre Liste der Biosphärenreservate aufgenommen. In 61 Dörfern im Wald leben 10.000 Menschen. Aus diesem Grund ist Simlipal noch ein vollwertiger Park, obwohl er den Status einer der 18 Biosphären Indiens hat.

### Umzug von wichtigen Dörfern
Im Dezember 2013 wurden 32 Familien des Khadia-Stammes, die zu zwei Weilern von Upper Barhakamuda und Bahaghar gehören, gemäß den Richtlinien der National Tiger Conservation Authority außerhalb des Tigerreservats umgesiedelt. Das Dorf Jamunagarh wurde im September 2015 verlegt. Nach dem Umzug sind die Tiger-Sichtungen im Kern des Parks gestiegen. Es gibt zwei Dörfer, Kabatghai und Bakua, die im Kerngebiet von Similipal liegen. Das Forstministerium, Wildtier-NGOs und die lokale Verwaltung haben Gespräche mit diesen Dörfern über ihre Umsiedlung aufgenommen.

## Geografie und Klima
Der Park befindet sich im Bezirk Mayurbhanj im indischen Bundesstaat Odisha. Das Simlipal Elefantenreservat ist ein Ökosystem mit Waldvegetation (hauptsächlich Salzbäume), Fauna und den angrenzenden Ho / Santhal-Stammessiedlungen. Der Park hat einen Bereich von 2,750 km². Die durchschnittliche Höhe beträgt 559 Meter. Der Similipal-Region ist jedoch bergig und steigt von 600 Metern bis auf 1.500 Meter.
Mindestens zwölf Flüsse durchschneiden die weitläufige Ebene. Die bekanntesten unter ihnen sind Budhabalanga, Palpala Bhandan, Kharkai River und Deo. Dieser weitläufige Wald hat zwei markante Wasserfälle – Joranda / Jorodah 181 Meter und Barheipani / Barhai 217 Meter, die einen Panoramablick auf den Park bietet.
Die Sommer sind heiß mit Temperaturen um 40 °C, in den Wintermonaten gehen die Temperaturen teilweise bis auf 14 °C zurück. Das Klima ist durchgängig humid.
Simlipal liegt in einer stark von Malaria betroffene Zone. Bei zerebraler Malaria können die sequestrierten roten Blutkörperchen die Blut-Hirn-Schranke durchbrechen und möglicherweise zum Koma führen. Zerebrale Malaria führt, wenn sie nicht entdeckt wird, innerhalb von 15 Tagen nach der Infektion zum Tod.
Die ersten Symptome einer zerebralen Malaria werden häufig mit denen eines akuten Ikterus verwechselt. Nach Besuchen in Simlipal wurden viele Todesfälle aufgrund dessen registriert. Daher ist es für Touristen äußerst wichtig, sich der Bedrohung durch zerebrale Malaria bewusst zu sein, bevor sie einen Besuch in dem Park planen.

## Flora und Fauna

### Flora
Der Park bietet mit 1076 Pflanzenarten aus 102 Familien eine Vielzahl an Pflanzen. Nach aktuellen Zahlen wurden 96 Orchideenarten in Similipal identifiziert. Es liegt in der Ökoregion feuchte Laubwälder im östlichen Hochland, mit tropischen feuchten Laubwäldern, mit trockenen Laubhügeln und hohen Salwäldern. Das Grasland und die Savannen bieten den Pflanzenfressern Weideflächen und Verstecke für die Fleischfresser. Im Wald gibt es unzählige Heil- und Aromapflanzen, die den Stammesvölkern eine Einnahmequelle bieten. Man findet Eukalyptus, der in den 1900er Jahren von den Briten gepflanzt wurde.

### Fauna
Im Simlipal-Nationalpark wurden insgesamt 42 Säugetierarten, 242 Vogelarten und 30 Reptilienarten erfasst. Zu den wichtigsten Säugetieren zählen Tiger, Leoparden, asiatische Elefanten, Sambar, Muntjaks, Gaur, Dschungelkatze, Wildschwein, Chausingha (vierhörnige Antilope), Rieseneichhörnchen und Langur. In diesen Wäldern nisten 231 Vogelarten. Rotes Dschungelgeflügel, Hügelmynah, Pfau, Alexandersittich, Schlangenadler mit Haube sind die am häufigsten vorkommenden Vögel. Der graue Hornvogel, der indische Rattenhornvogel, der Malabar-Rattenhornvogel und der indische Trogon befinden sich ebenfalls im Reservat.
Der Park hat eine beträchtliche Population von Reptilien, darunter Schlangen und Schildkröten. Das „Mugger Crocodile Management Program“ hat dem Mugger Crocodile (Crocodylus palustris) geholfen, an den Ufern des Khairi Flusses zu überleben und zu gedeihen.